# Wiktor Babuszkin
Wiktor Borisowicz Babuszkin (ros. Ви́ктор Бори́сович Ба́бушкин; ur. 24 sierpnia 1930, zm. 25 lipca 1998) – radziecki i rosyjski kompozytor i twórca muzyki filmowej. Zasłużony Działacz Sztuk RFSRR (1976).

## Wybrana filmografia

### Kompozytor

#### Filmy animowane
- 1984: Opowieść zabawki
- 1985: Wilk i Zając (odcinek 15)
- 1986: Wilk i Zając (odcinek 16)

#### Filmy fabularne
- 1989: Awaria – córka gliniarza
- 1992: Na Deribasowskiej ładna pogoda, ale pada na Brighton Beach

### Inżynier dźwięku

#### Filmy animowane
- 1969: Czterej muzykanci z Bremy
- 1976: Niebieski szczeniak